# Ипполит (Авринский)
Ипполит Авринский (1710—1789) — архимандрит Русской православной церкви.

## Биография
О его мирской жизни сведений почти не сохранилось, известно лишь, что Авринский родился в 1710 году и происходил из духовного звания.
В 1757 году Авринский принял монашеский постриг с именем Ипполит в Николаевском Прилуцком монастыре.
В 1763 году Ипполит Авринский был назначен настоятелем тотемского Спасо-Суморина монастыря, в 1765 году произведен в сан архимандрита.
В 1769 году отец Ипполит получил место настоятеля Пензенского Спасо-Преображенского мужского монастыря, но в 1774 году вернулся обратно в Спасо-Суморинскую обитель.
Его крутой нрав и некоторые невоздержности, подвели его под суд; в 1785 году он бежал от судебного разбирательства, но был найден, лишен архимандричьего креста и права священнослужения.
В 1787 году отцу Ипполиту был возвращен архимандричий крест и дано настоятельство в Архангельском монастыре в городе Лальске.
С 1788 году Ипполит Авринский жил на покое в Спасо-Суморином монастыре, где и умер 26 сентября 1789 года.